# Две-Могили
Две-Могили (болг. Две могили) — город в Болгарии. Находится в Русенской области, входит в общину Две-Могили. Население составляет 3836 человек (2022).

## Политическая ситуация
Кмет (мэр) общины Две-Могили — Драгомир Дамянов Драганов (коалиция партий: Союз демократических сил, Демократическая партия, Демократы за сильную Болгарию, Земледельческий народный союз) по результатам выборов в правление общины.